# Bombus ruderatus
Bombus ruderatus (лат.) — вид перепончатокрылых насекомых из рода шмелей (семейства настоящих пчёл), относящийся к подроду Megabombus. Редкий вид, внесён в Красные книги Украины (под названием Шмель красноватый), Молдавии (Шмель красноватый), Московской области (Шмель-рудератус, или щебневый), Марий Эл (Шмель щебневый, или шмель красноватый),  Краснодарского края (Шмель красноватый, шмель щебневый), Рязанской области (Шмель щебневый), Смоленской области (Шмель красноватый), Республики Татарстан (Шмель щебнистый, или красноватый), Чувашской Республики (Шмель красноватый) и другие.
Коммерчески разводится и завезён в Южное полушарие (в Новую Зеландию и Чили).

## Распространение
Луговые и остепнённые ландшафты Палеарктики: Европа, Крым, Кавказ, Россия, Украина, Малая Азия, Северная Африка.
В 1885 году B. ruderatus был интродуцирован в Новую Зеландию для опыления клевера, а в 1982 году его завезли в Чили с той же целью. С 1993 года этот вид шмелей начали фиксировать в Патагонии в Аргентине, куда он предположительно проник через низкогорные участки Анд.

## Описание
Длина тела самцов до 20 мм, самок от 20 до 22 мм, рабочие мельче (12—16 мм). Передние крылья имеют длину у самок 17—19 мм, у рабочих особей — 12—15 мм, у самцов — 14—15 мм. Основная окраска желтовато (рыжевато)-чёрная, средняя часть груди и часть брюшка чёрные (2-3-й тергиты), задний конец брюшка беловатый (4-5-й тергиты). У самок и рабочих шмелей усики 12-члениковые, а у самцов состоят из 13 сегментов. Голова сильновытянутая, яйцевидная. Щеки очень длинные (у самок длина щёк превосходит ширину основания жвал в 1,8 раза). Длиннохоботковые шмели, у самок длина язычка достигает 16 мм.
Опыляет растения из семейств Губоцветные, Сложноцветные, Плюмбаговые, Бобовые и других, на которых питается, собирает пыльцу и нектар. В том числе, опыляет важные сельскохозяйственные культуры, такие как огурцы, тыквы и другие бахчевые растения. Селятся в подземных гнёздах, в брошенных норках грызунов. В семьях до 100 шмелей. Зимуют матки, которые весной вылетают в мае.
Включён в состав подрода Megabombus и видовой группы hortorum. Своей окраской напоминает садовый вид.  Вид был впервые описан в 1775 году датским энтомологом Иоганном Христианом Фабрицием (1745—1808) под первоначальным названием Apis ruderata Fabricius, 1775.

### Сходство с видомBombus hortorum
Между видами B. ruderatus и B. hortorum отмечают множество признаков сходства, что затрудняет различение их при определении. Из-за многочисленных морфологических признаков сходства, многие ученые предложили переоценить их нынешний статус как двух отдельных видов. Оба вида шмелей обладают сходными размерами, сходной окраской (чёрное с желтовато-рыжим), а у самцов сходное строение гениталий. Хотя, на первый взгляд их трудно определить, есть незначительные физические различия. Например, ширина двух желтых полос на скутеллюме груди и на переднеспинке относительно равны у B. ruderatus, а у B. hortorum, полосы на скутеллюме имеют тенденцию быть более узкими, чем полоса на пронотуме. Физические вариации могут существовать и внутри одного вида, что делает важным использование других ключей для различения этих двух видов. Исследование митохондриальных ДНК показало 6,2% различие для цитохромоксидазs-2 (COII) и 9,2% расхождение по цитохрому Б. Эти проценты значительно выше, чем степень дивергенции у других отчётливых видов, что подтверждает, что эти два вида фактически представляют собой различные таксоны.

## Охранный статус
Редкий вид. Численность сокращается из-за уменьшения естественных степных мест его обитания, распашка земель, выпас скота. Включен в Красные книги Украины, Республики Татарстан, Чувашской Республики, Марий Эл, Краснодарского края, Московской области, Рязанской области, Смоленской области, Ростовской области, Самарской области,  Челябинской области, Белгородской области, Тамбовской области и другие. Был также включён в Красную книгу СССР, в которой отнесен к категории «II. Редкие виды».